# Acrophylla nubilosa
Acrophylla nubilosa is een insect uit de orde Phasmatodea en de  familie Phasmatidae. De wetenschappelijke naam van deze soort is voor het eerst geldig gepubliceerd in 1905 door Tepper.
1. ↑  (en) Acrophylla nubilosa op de IUCN Red List of Threatened Species.